# Mataparent amarg
El mataparent amarg (Caloboletus calopus) és una espècie de fong de l'ordre dels boletals (Boletales). És del grup dels mataparents butiroides.

## Taxonomia
Va ser descrita com Boletus calopus l'any 1801 per Christiaan Hendrik Persoon, pàgina 513.
Vizzini va descriure el gènere Caloboletus en base les anàlisis filogenètiques.

## Morfologia
Bolet de solitari a gregari; robust; fins a 10-15 cm de diàmetre; barret hemisfèric; grisenc, sovint amb tons groguencs, brunencs o olivacis; no blaveja al frec; superfície de finament vellutada a feltrada, mate, seca, no separable; marge poc excedent; irregular; de jove enrotllat.

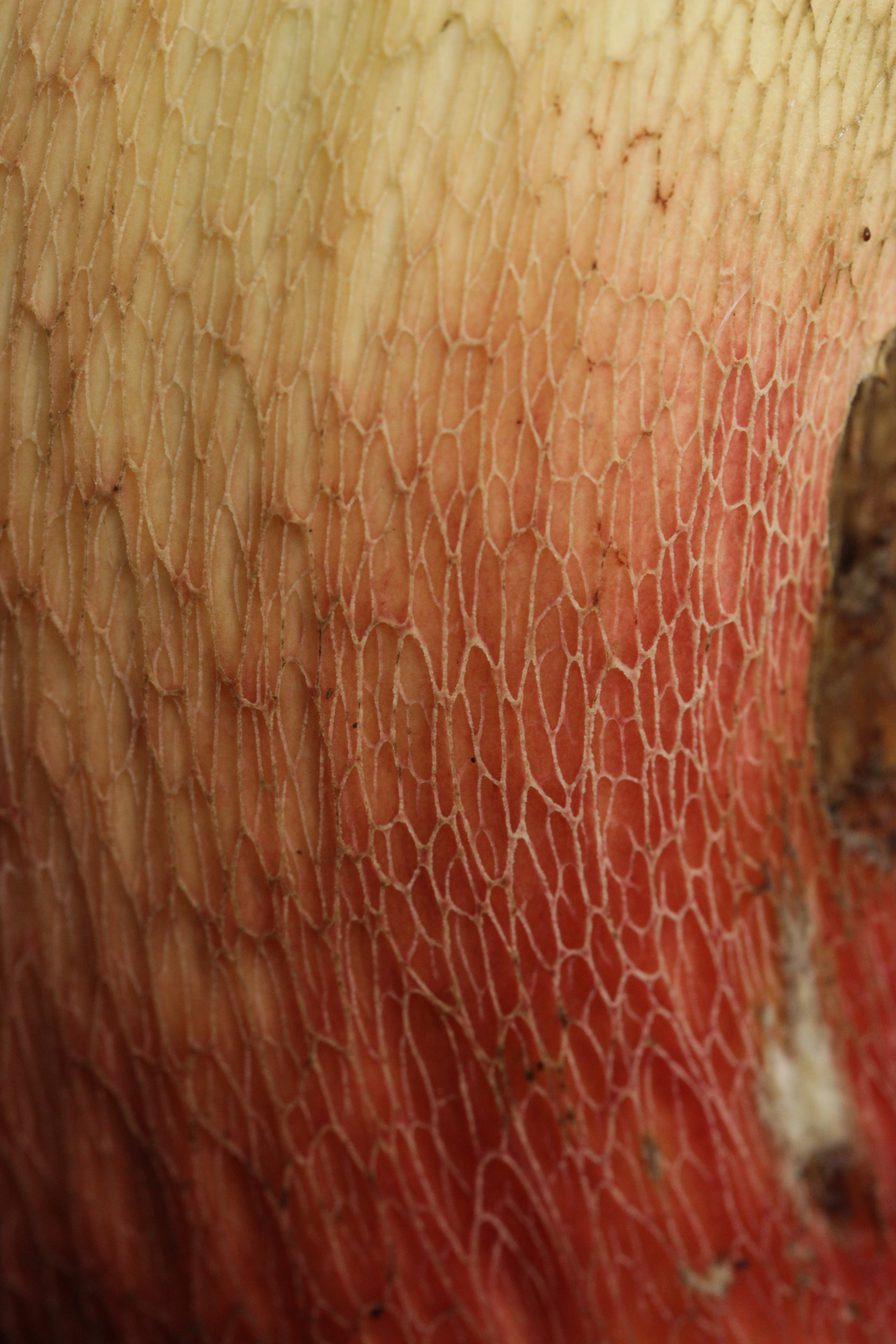
Detall del reticle de la cama del mataparent amarg (Caloboletus calopus)

Tubs curts en el jove, llargs en l’adult; de groc mostassa a groc safrà en el jove, amb l’edat verd olivacis; blavegen al frec; porus molt fins; concolors als tubs; blaus al frec.
Cama robusta; massissa quan jove, cilíndrica en l’adult, sovint radicant; groga a la part apical, vermell viu a la basal, gairebé sempre amb un reticle en tota la superfície (pot necessitar lupa!), groc a la part superior, vermell en la basal, malla més allargassada quan més s’acosta al peu; blaveja al frec.

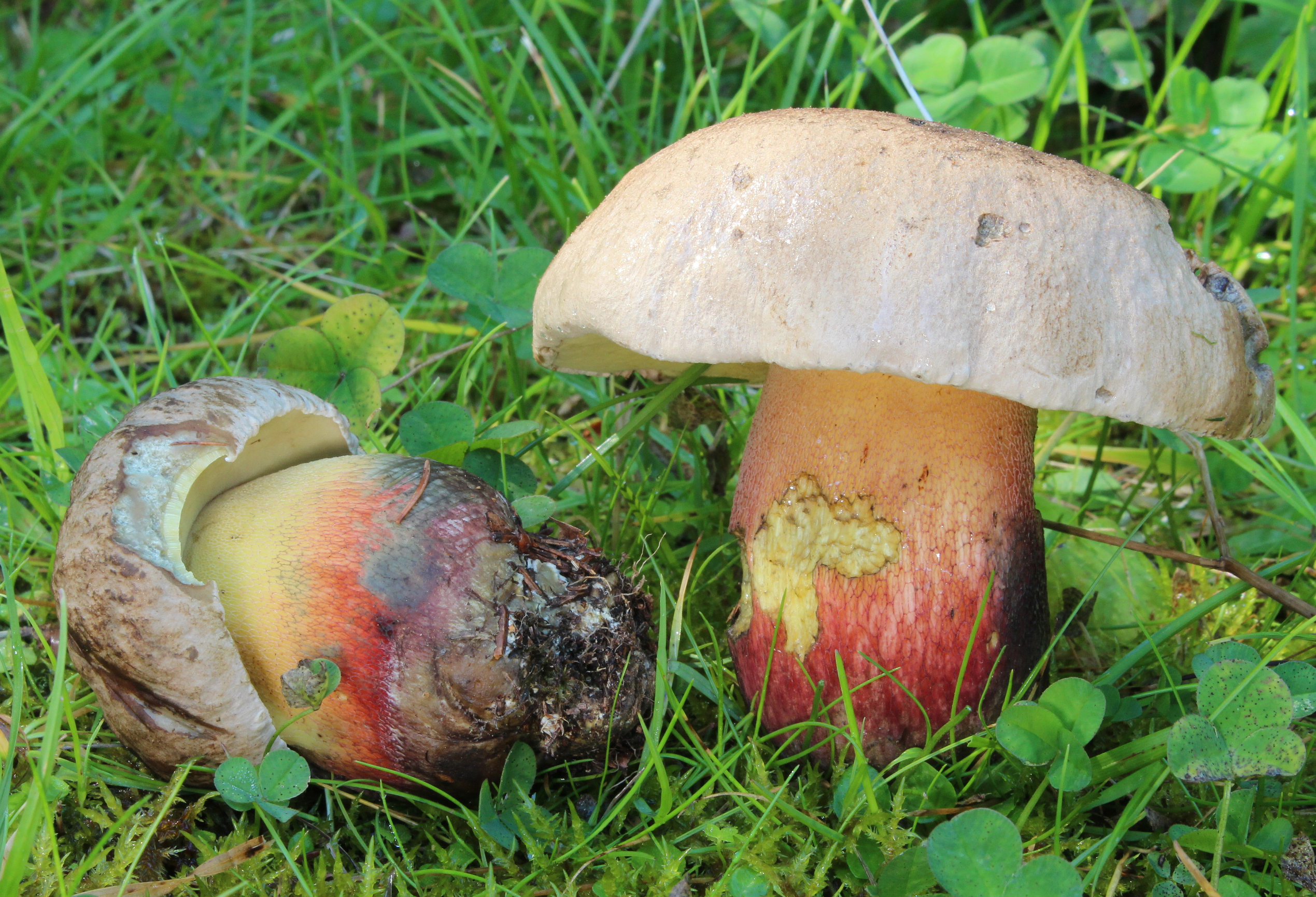
Mataparent amarg (Caloboletus calopus)

Carn ferma; de blanquinosa a groc pàl·lid, groga a la cama i al punt de fixació de la cama al barret (separeu el barret de la cama), al peu pot presentar tons vermells; al tall blaveja suau i lentament; al tast inicialment dolça, després molt amarga, disminueix amb l’edat; olor lleugera, desagradable.

## Distribució i hàbitat

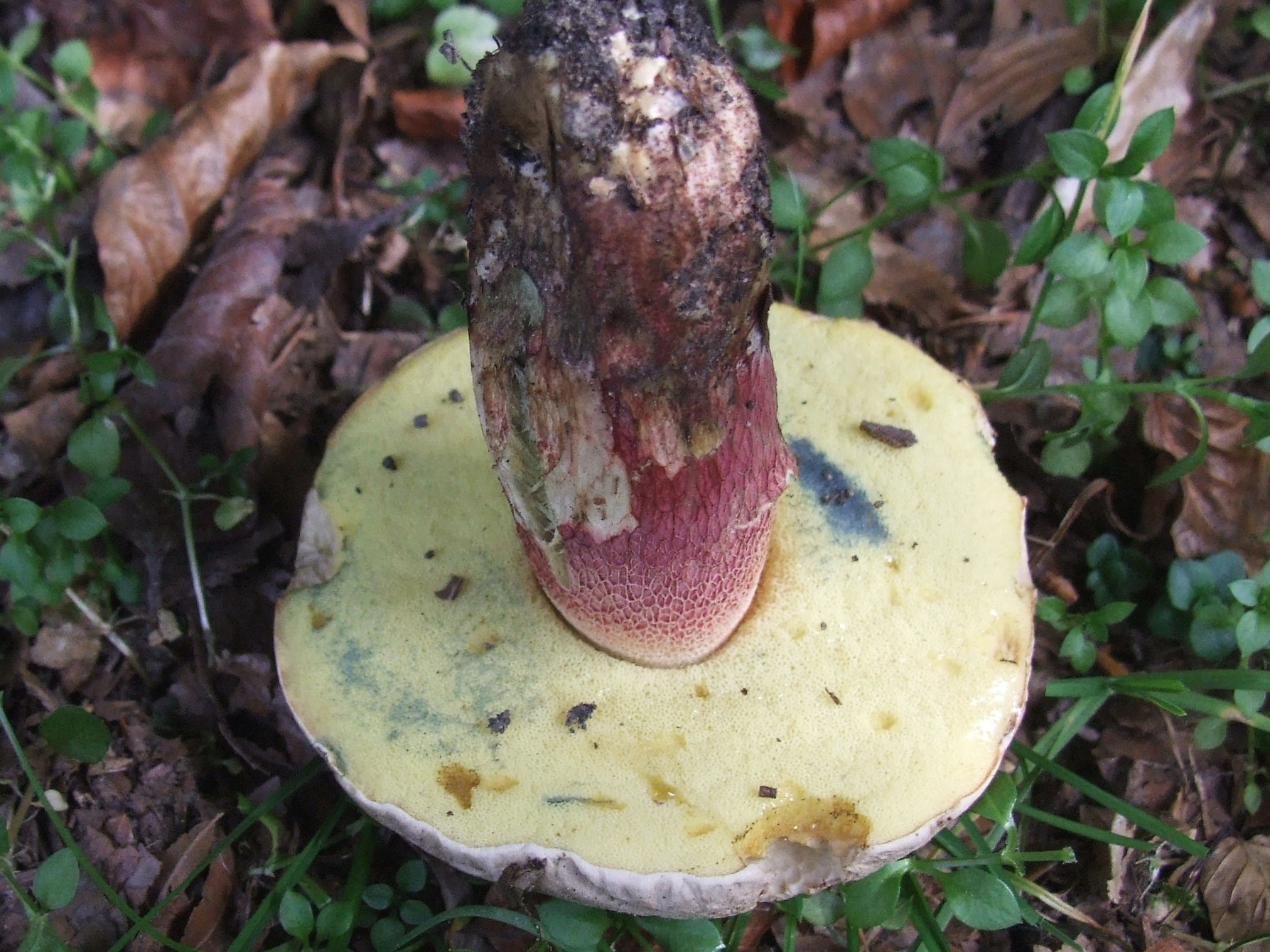
Porus grocs, blavejant a la pressió, del mataparent amarg (Caloboletus calopus)

Ocasional. Des de l’estiu a mitjans de tardor, més aviat primerenc; gairebé sempre sobre sòls àcids; des de l’estatge subalpí a la muntanya mitjana; tant en boscos de coníferes (pi negre, avet, pi roig) com planifolis (roure de fulla gran, faig); primordialment en vessants nord i localitats frescals i humides.

## Comentaris
Melzer + carn: En la carn del peu, de verd blavós a blau fosc.
Bolet d’identificació senzilla tot i la seva variabilitat. Se li assembla molt el mataparent radicant (Caloboletus radicans), que no presenta la puntuació vermella sobre la cama, el reticle de la cama és blanc, apareix en sòls calcificats, i la reacció al iode en la carn del peu és nul·la o molt suau.

## Comestibilitat
L'amargantor de la seua carn (que no desapareix en coure-la) fa que no sigui comestible.